# Giro de Lombardia de 2008
O Giro de Lombardia de 2008, a 102º edição de esta clássica ciclista, disputou-se no sábado 18 de outubro de 2008, com um percurso de 242 km entre Varese e Como. Damiano Cunego conseguiu a sua quarta vitória da temporada e terça da sua carreira no Giro de Lombardia, segunda consecutiva.
Cunego atacava dentro do grande grup quando faltavam 15 km na descida do Civiglio, podendo resistir à tentativa do grande grupo do alcançar e chegando em solitário ao passeio marítimo de Como. Janez Brajkovič, do Astana finalizava segundo a 24 segundos, seguido por Rigoberto Urán do Caisse d'Epargne.

## Classificação final
| Posição | Ciclista          | Equipa                       | Tempo      |
| ------- | ----------------- | ---------------------------- | ---------- |
| 1       | Damiano Cunego    | Lampre                       | 5h 37' 04" |
| 2       | Janez Brajkovič   | Astana                       | + 24"      |
| 3       | Rigoberto Urán    | Caisse d'Epargne             | m. t.      |
| 4       | Giovanni Visconti | Quick Step                   | + 33"      |
| 4       | Karsten Kroon     | Team CSC Saxo Bank           | m. t.      |
| 6       | Mauro Finetto     | CSF Group-Navigare           | m. t.      |
| 7       | Chris Horner      | Astana                       | m. t.      |
| 8       | Stefano Garzelli  | Acqua & Sapone–Caffè Mokambo | m. t.      |
| 9       | Morris Possoni    | Team Columbia                | m. t.      |
| 10      | Francesco Failli  | Acqua & Sapone–Caffè Mokambo | m. t.      |